# آروکواتا
آروکواتا (به لاتین: Arukwatta) یک منطقهٔ مسکونی در سری‌لانکا است که در استان مرکزی (سری‌لانکا) واقع شده‌است.